# Serom

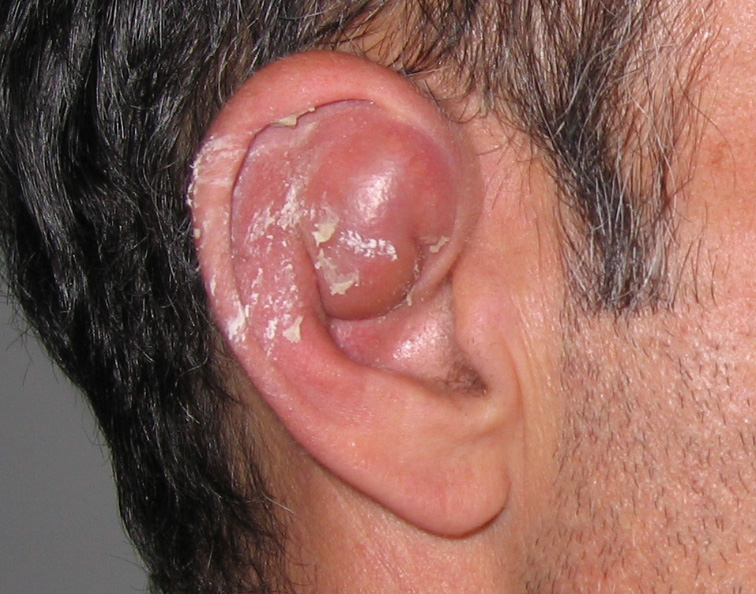
Serom am Ohr eines Mannes

Ein Serom ist die Ansammlung von wässrigem Exsudat (Blutserum oder Lymphe) in nicht vorgebildeten Gewebshohlräumen (Pseudozyste). Sie entstehen vor allem durch die Zerstörung von Lymphgefäßen bei Wunden oder chirurgischen Eingriffen. Auch Fremdkörper, Gewebsnekrosen oder starke Spannung der Wundränder können zur Serumbildung führen. Serome sind nicht gerötet und nicht druckempfindlich. Zur Behandlung wird der Inhalt des Seroms steril abpunktiert und anschließend ein Kompressionsverband angelegt. Große Seromen können eine Wundauffrischung oder eine Drainage erforderlich machen.
Abzugrenzen sind ein Bluterguss (Hämatom) und Eiteransammlungen (Abszess).